# San Francisco (Film)
San Francisco ist ein US-amerikanischer Spielfilm aus dem Jahr 1936 mit Clark Gable, Jeanette MacDonald und Spencer Tracy in den Hauptrollen. Der Film schildert die Ereignisse des großen Erdbebens von San Francisco im Jahr 1906.

## Handlung
Silvester 1905 sucht die junge Sängerin Mary Blake Arbeit in Blackie Nortons  Tanzlokal in San Francisco. Norton engagiert sie, jedoch nicht nur aufgrund ihrer Stimme, sondern vor allem aufgrund ihres Aussehens. Marys Auftritte erfreuen sich schnell großer Beliebtheit und obwohl ihr Norton sehr gefällt, möchte sie sich nicht auf eine Affäre mit ihrem Chef einlassen. Dagegen freundet sie sich eng mit dem Jugendfreund Nortons an, dem Priester Tim Mullin.
In das Lokal kommt der Operndirektor Jack Burley, der zur High Society San Franciscos gehört. Burley ist der Gegenspieler von Blackie Norton. Beide kandidieren für die Wahlen zum nächsten Stadtrat. Er versucht Norton davon zu überzeugen, nicht bei den Wahlen anzutreten. Doch Norton hält an seiner Kandidatur fest. Burley kündigt ihm einen harten Kampf an. Als Burley Mary Blake singen hört, ist er von ihr fasziniert und bietet ihr ein Engagement in seiner Oper an. Mary träumt schon seit langem von einem solchen Engagement, sieht sich jedoch jetzt in einer Zwickmühle. Einerseits ist sie verliebt in Blackie und möchte ihm gegenüber loyal sein, andererseits sind ihre Träume noch nie so nah der Realisierung gewesen.
Mary und Blackie kommen sich langsam näher. Blackie feiert bereits seine künftige Eheschließung, doch Mary entfernt sich wieder von ihm, provoziert durch neidische Kommentare von Kolleginnen. Sie verlässt Nortons Etablissement und geht zu Burley in die Oper. Am Tag ihrer ersten Premiere erhält sie einen Heiratsantrag wiederum von Burley, den sie jedoch unbeantwortet lässt. Zur Premiere kommt auch Norton gemeinsam mit dem Sheriff, um die Aufführung mit dem Argument seines bestehenden Vertrages mit Mary platzen zu lassen. Als er jedoch die Leistung von Mary auf der Bühne erlebt und Zeuge ihres Erfolges wird, lässt er diesen Plan fallen. Nach der Aufführung macht er ihr in der Garderobe einen Heiratsantrag. Sie verlässt daraufhin wieder die Oper und kommt zurück in Blackies Lokal.
Blackies Freund Tim Mullin ist jedoch der Meinung, dass dies der falsche Schritt für die weitere Karriere Marys war. Es kommt zum Streit mit dem Freund, bei dem Blackie Tim niederschlägt. Aufgrund dieses brutalen Zusammenstoßes verlässt Mary Blackie erneut und kehrt in Burleys Oper zurück. Burley sieht nun seine Chance gekommen und schickt die Polizei unter banalsten Gründen in Blackies Lokal. Das gesamte Ensemble wird verhaftet und Blackie steht vor dem Nichts. Am gleichen Abend sollte ein Wettbewerb der besten Vorstellungen in Nachtlokalen stattfinden. Der Gewinn sollte seine Wahlkampagne finanzieren. Zum Wettbewerb kommen auch Mary und Burley. Mary erfährt von den Machenschaften ihres Ehemanns in spe. Sie beschließt Blackie zu helfen und für ihn in den Wettbewerb zu gehen. Er weiß jedoch davon nichts und ist zu stolz später den Preis anzunehmen, er beleidigt Mary, die ihn verzweifelt mit Burley verlässt. Und genau in diesem Moment beginnt das große Erdbeben von San Francisco. Burley kommt unter den Trümmern ums Leben. Blackie findet während der Katastrophe zu sich und erfährt Gott. Er befriedet sich wieder mit Pater Tim Mullin und kehrt für immer zu Mary zurück.

## Hintergrund
MGM suchte nach einem geeigneten Filmstoff, um Jeanette MacDonald ein Solovehikel zu verschaffen, da sie sich zunehmend unzufrieden zeigte, immer nur in Operetten neben Nelson Eddy zu spielen. Schließlich fand das Studio in diesem Liebesmelodram um den Aufstieg einer jungen Sängerin einen geeigneten Stoff. Gleichzeitig gab ihr den größten männlichen Star des Studios an die Seite: Clark Gable. Jeanette MacDonald erhielt den Hauptteil der Songs im Film. Der größte Erfolg wurde der Titelsong San Francisco.
Gable und MacDonald kamen nicht gut miteinander aus, da er ihre ständige Anstellerei im Make-up und Kameraeinstellungen nicht mochte. Es blieb der einzige Ausflug der Schauspielerin in ernstere Gefilde. Ihre nächsten Soloauftritte waren harmlose Komödien wie The Firefly, der sie als napoleonische Spionin einsetzte, und Broadway Serenade, in dem sie als temperamentvoller Bühnenstar zu sehen war. Ironischerweise war 1936 der Film Rose-Marie, die Tonfilmversion einer Operette mit MacDonald und Nelson Eddy, der größere kommerzielle Erfolg.

## Synchronisation
Es existieren zwei deutsche Synchronfassungen, beide entstanden beim MGM Synchronisations-Atelier, Berlin.
| Figur                | Darsteller         | Deutscher Sprecher    | Deutscher Sprecher (Fassung 2) |
| -------------------- | ------------------ | --------------------- | ------------------------------ |
| Blackie Norton       | Clark Gable        | Siegfried Schürenberg | Siegfried Schürenberg          |
| Mary Blake           | Jeanette MacDonald | Hanna Waag            | Tilly Lauenstein               |
| Pater Tim Mullin     | Spencer Tracy      | René Deltgen          | Ernst Schröder                 |
| Jack Burley          | Jack Holt          | Herbert Gernot        | Martin Held                    |
| Mrs. Maisie Burley   | Jessie Ralph       | Margarete Kupfer      | ?                              |
| Mat                  | Ted Healy          | ?                     | Bruno Fritz                    |
| Trixie               | Shirley Ross       | ?                     | Dagmar Altrichter              |
| Della Bailey         | Margaret Irving    | ?                     | Eva Eras                       |
| Babe                 | Harold Huber       | Wilfried Seyferth     | Peter Petersz                  |
| Sheriff              | Edgar Kennedy      | ?                     | Clemens Hasse                  |
| „Professor“, Pianist | Al Shean           | ?                     | Walter Werner                  |

Andere Quellen geben Ingeborg Grunewald als Sprecherin der Della Bailey an.

## Kritik
Reclams Filmführer zufolge genieße der Film „in weiten Kreisen einen legendären Ruf, den er wohl nicht zuletzt dem populären Lied San Francisco verdankt“. Ansonsten zu diesem Ruf beigetragen hätten „allenfalls die Hauptdarsteller, die die recht konventionelle Geschichte über zwei Drittel der Zeit in Gang halten“. Zum Ende hin sorge „dann die Tricktechnik […] bei der für die damaligen Zeiten ungewöhnlich realistischen Darstellung des Erdbebens für spektakuläre Spannung“.
Der film-dienst bezeichnete den Film als „[n]och immer wirkungsvolle Kinounterhaltung“, die sich aus einer „Mischung von Emotion, Spannung, tricktechnisch hervorragenden Katastrophensensationen und bahnbrechenden Toneffekten“ ergebe.

## Auszeichnungen
Der Film erhielt 1937 sechs Oscar-Nominierungen, jedoch einzig der Oscar für den besten Ton ging an das MGM-Musical. Spencer Tracy war für die beste männliche Hauptrolle nominiert, W. S. Van Dyke in der Kategorie Beste Regie und auch in der Kategorie Bester Film wurde San Francisco nominiert. Der Star des Films Clark Gable ging leer aus. Der Film wurde außerdem 1936 mit dem Photoplay Award als bester Film des Jahres ausgezeichnet.